# Barranco de Masca
El barranco de Masca es un valle estrecho en el noroeste de la isla de Tenerife (Canarias, España). El desfiladero está situado dentro del macizo de Teno. El desfiladero es un destino turístico popular debido a su espectacular paisaje y su geología única. Un sendero de ocho kilómetros de largo comienza en el pueblo de Masca y continúa a lo largo del desfiladero para terminar en la playa de Masca, aproximadamente a diez kilómetros del extremo noroeste de Tenerife.

## Geología
El desfiladero de Masca se encuentra dentro del macizo de Teno, una formación volcánica del Mioceno compuesta por coladas de lava basáltica. Gran parte de la garganta en sí está formada por flujos volcánicos que se sumergen abruptamente. Estos flujos tienen generalmente menos de un metro de espesor y son en su mayoría basálticos con inclusiones escoriáceas. Posteriormente, los flujos han sido invadidos por varios enjambres de diques, muchos de los cuales forman relaciones transversales.
Una formación particular de interés es la discordancia de Masca. La discordancia consiste en una brecha polimictita que varía tanto en espesor como en ángulo de inmersión dependiendo de la ubicación. Dentro del desfiladero de Masca, la brecha puede tener un grosor de 10 a 15 metros y un ángulo de 30 a 60 grados hacia el norte.